# Luca Cigarini
Luca Cigarini, född 20 juni 1986 i Montecchio Emilia, är en italiensk fotbollsspelare som spelar för italienska Reggiana.

## Karriär
Den 23 augusti 2021 värvades Cigarini av Serie C-klubben Reggiana, där han skrev på ett tvåårskontrakt. Den 31 augusti 2022 förlängde Cigarini sitt kontrakt i klubben fram till 2024.